# ウメボシイソギンチャク科
ウメボシイソギンチャク科 (ウメボシイソギンチャクか、Actiniidae) は、イソギンチャクの科の一つ。
以下、この科に含まれる種の一部を挙げる。
- ヨロイイソギンチャク Anthopleura uchidai England, 1992
- ミドリイソギンチャク Anthopleura fuscoviridis Carlgren, 1949
- ウメボシイソギンチャク Actinia equina L., 1758
- コモチイソギンチャク
- サンゴイソギンチャク Entacmaea quadricolor Rüppell & Leuckart, 1828 （ハタゴイソギンチャク科 Stichodactylidae とも）
- スナイソギンチャク Dofleinia armata Wassilieff, 1908